# Leopárdteknős

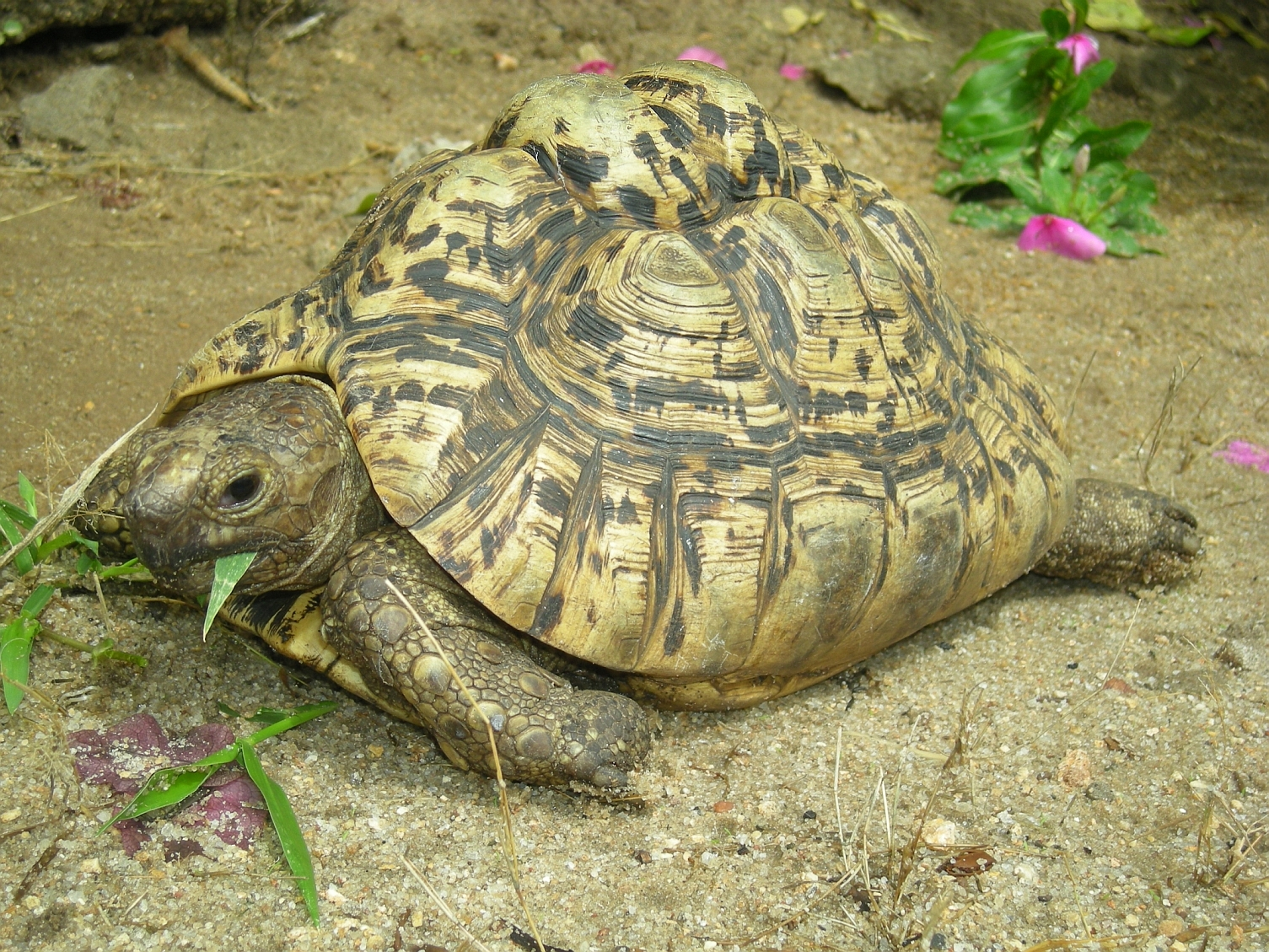

A leopárdteknős vagy más néven párducteknős (Geochelone pardalis)  a hüllők (Reptilia) osztályába  és a teknősök (Testudines) rendjébe és a szárazföldi teknősfélék (Testudinidae) családjába tartozó faj.
Akár 70 centiméteres hosszával és 20 kilogrammos súlyával a negyedik legnagyobb faj a szárazföldi teknősfélék családjában.

## Elterjedése
Afrika kelet és déli részén, a szárazabb szavannákon, félsivatagos területeken él, ahol a száraz évszak jelenti a legnagyobb kihívást számára, nyári pihenőre kényszerítve őket. Viszont Afrika legdélebbi területein a hűvös késztetheti kisebb aktivitásra.

## Alfajai
Két egymástól jól elkülöníthető alfaja van.
- Geochelone pardalis pardalis - a páncél közepének mindkét felén osztott pontok láthatók, valamivel nagyobb, és a faj elterjedési területének déli részén él
- Geochelone pardalis babcocki - a páncél közepének mindkét felén csak egy pont figyelhető meg.

## Megjelenése
A sarkantyús teknős (Geochelone sulcata) után Afrika második legnagyobb szárazföldi teknősfaja. Páncélhossza akár 70 cm is lehet, súlya pedig 15-20 kg közötti. Nevét sárga alapon sötét mintázatáról kapta, amely a fiataloknál erőteljesebb, de ritkább.
Sok más szárazföldi teknőshöz hasonlóan a kifejlett egyedek nemét a farkuk hossza és vastagsága alapján lehet meghatározni, az ugyanis a hímeknek jóval hosszabb és vastagabb.

## Életmódja
A napközbeni hőséget többnyire a bokrok menedékében vészeli át. Növényevő, elsősorban rostban dús fűféléket, pozsgás növényeket, fiatal hajtásokat legel, táplálékát lehullott gyümölcsökkel, gombával egészíti ki.

## Szaporodása

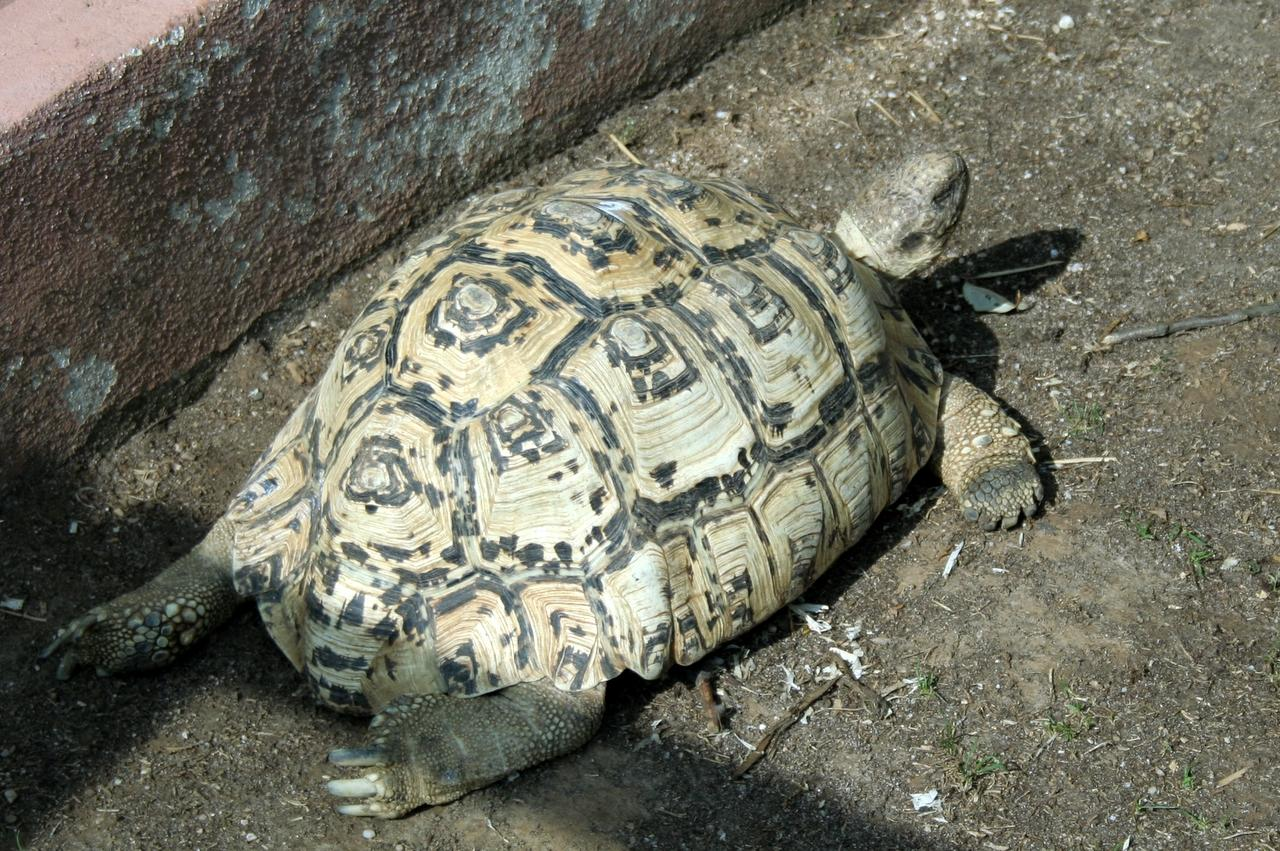

Az év bármely szakában szaporodhat, de a párzási kedvüket a hőmérséklet huzamosabb csökkenése, majd hirtelen emelkedése megnöveli. Megfigyelték, hogy a hímek mindig a legnagyobb nőstényeket választják, még akkor is, ha a párzás a méretbeli különbségek miatt eleve kudarcra ítéltetett. A nőstény 8-10 hetenként rak egy-egy fészekaljnyi, többnyire 5-30 tojást, egy általa ásott, palackformájú üregbe. A szavanna száraz és kemény talaját a vizeletével lazítja fel, hogy ásni tudjon benne. A 150-250 nap múlva kikelő kisteknősök néha hetekig várnak a költőkamrában az esőre, amely eléggé fellazítja földet, hogy ki tudjanak törni a felszínre. Mesterséges körülmények között állandó 30 °C és 70%-os páratartalom mellett is nagy volt az egyedi variáció a kelés időpontját tekintve. A fiatal teknősök 20-25 centiméteresen válnak ivaréretté. Megközelítőleg 40-50 évig élnek.

## Természetvédelmi helyzete
A leopárd teknőst egyelőre nem veszélyezteti közvetlenül a kihalás veszélye, azonban egyes területeken egyedszámuk egyre csökken. Ennek oka elsősorban az élőhelyük elvesztése a túllegeltetés és az elsivatagosodás miatt. Az illegális állatkereskedelem szintén csökkenti vadon élő állományát. A párducteknős nagysága és szépsége révén, de félénksége ellenére az egyik legkeresettebb hobbiállat, azonban a vadon élő populáció védelmében szigorúan korlátozzák a kereskedelmét. Több afrikai országban csak tenyészetből született egyedeket engednek a kereskedelembe kerülni, meghatározott kvóta erejéig.

## Tartása

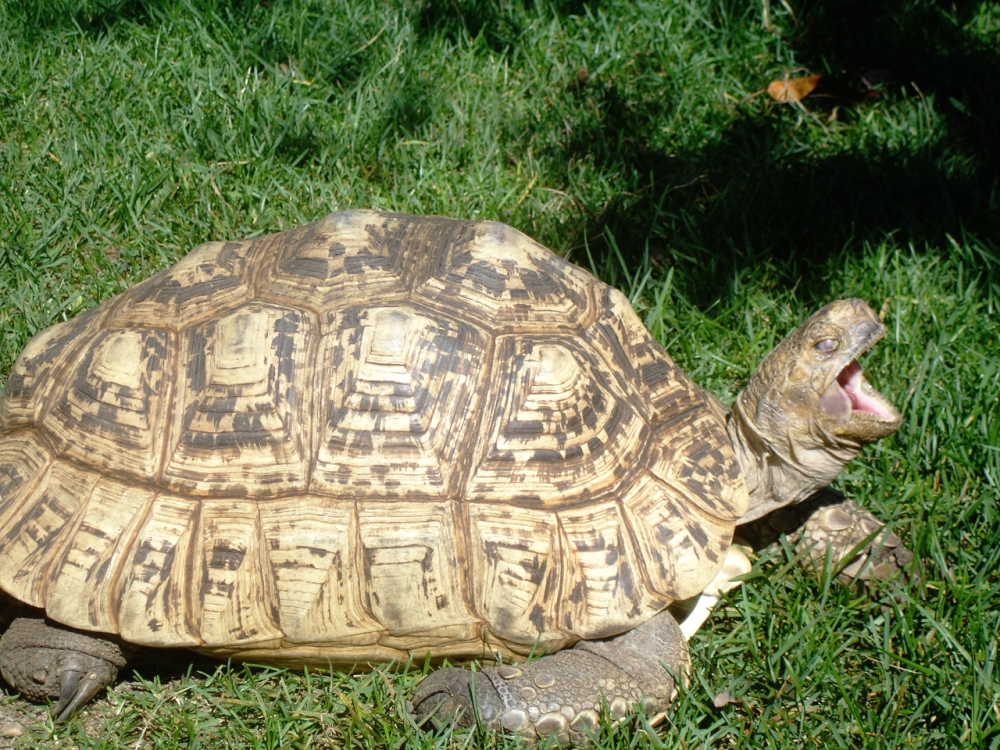

A tartásukkor figyelembe kell venni a nagyságukból következő nagy térigényüket, valamint azt, hogy a száraz és forró körülményeket kell számukra biztosítani. Ugyan szép nyári időben a kertben is tartható, ha lehűl a levegő, melegebb helyre kell őket tenni. A kifutójában, terráriumában melegedőpontokat (40 °C) is biztosítani kell számukra. Nyáron vizet is biztosítani szükséges számukra (nekik a mi nyarunk felel meg a téli csapadékos időszaknak), míg télen kevesebb is elég. A takarmányozásunknak is ehhez kell igazodnia, vagyis nyáron bőségesebben adjunk a teknősöknek, télen szegényesebben. Főként rostban gazdag növényeket fogyasztanak, a lédús gyümölcsök és zöldségek csak kiegészítésképpen szerepeljenek az étrendjükben. Magas fehérjetartalmú eledeleket, mint pl. a kutyatápot, tojást, túrót, nem igényelnek, és ne is adjunk nekik.